# Lavsskilte
Udhængskilte eller butiksskilte er skilte der fortæller at her er en forretning eller håndværker med et eller andet speciale.
Tidligere brugte forretningerne ofte de gamle lavsskilte som et enkelt, præcist budskab.
For eksempel brugte barberen et barberbækken, slagteren et okse- eller hestehoved , skomageren en støvle, vinhandleren en klase druer og hattemageren den høje hat.